# Доннкорки
Доннкорки (Донн Корки; гэльск. Donncorci; умер в 792) — король гэльского королевства Дал Риада, правил с 781 по 792 год.

## Биография
Только в «Анналах Ульстера», одном из основных источников по истории Северной Британии VI—VIII веков, содержится сообщение о смерти в 792 году короля Дал Риады Доннкорки. Это свидетельство было последним по времени упоминанием о королях Дал Риады в ирландских анналах. Ни в каких других источниках, включая генеалогии, имя короля Доннкорки упоминается. Вероятно, этот король стал преемником на престоле Дал Риады скончавшегося в 781 году Фергюса II.
О том, кто был непосредственным преемником Доннкорки, точных сведений нет. Следующим правителем, который мог занимать престол Дал Риады, считается Коналл мак Тадг.